# Alexander Zeisal Bielski
Alexander Zeisal "Zus" Bielski (19 de outubro de 1912 – 18 de agosto de 1995) foi um líder dos Partisans Bielski que salvaram cerca de 1.200 judeus dos nazistas na Bielorrússia durante a Segunda Guerra Mundial.

## Biografia
Alexander "Zus" Bielski nasceu em 1912. Ele cresceu na única família judia polaca em Stankiewicze. A pequena vila no leste da Polônia (atual Bielorrússia Ocidental) está localizado entre as cidades de Lida e Navahrudak, ambas abrigavam guetos judeus durante a Segunda Guerra Mundial. Ele era filho de David e Beila Bielski, que teve doze filhos: 10 meninos e duas meninas.

## Segunda Guerra Mundial
Quando a Operação Barbarossa eclodiu, Tuvia, Zus e Asael foram chamados pelo exército para lutar contra os ocupantes alemães. Devido a tanto caos do exército que foi dissolvido. Eles fugiram para Stankiewicze, onde seus pais viviam. Em julho de 1941, uma unidade do exército alemão chegou em Stankiewicze e os residentes judeus foram transferidos para o gueto de Nowogródek. Zus, junto com seus irmãos Tuvia, Asael, e Aron, conseguiu fugir para a floresta vizinha depois que seus pais e outros membros da família foram mortos no gueto em agosto de 1941.
Outros refugiados se juntou a eles e, eventualmente, formaram um grande grupo partisans. Eles se esconderam nas florestas da Bielorrússia durante a Segunda Guerra Mundial, liderados pelos Bielski. Zus, junto com seus irmãos Tuvia, Aron, e Asael, conseguiram salvar 1.236 judeus. Zus deixou os partisans pelo Exército Vermelho durante alguns meses. Hoje, os descendentes daqueles que foram salvos somam de mais de 10.000. A primeira esposa de Zus, Cyrl Borowski, e a filha pequena foram assassinados pelos nazistas. Uma das refugiadas resgatadas foi Sonia Boldo de 18 anos, com quem se casaria mais tarde.

## Pós-Guerra
Após a guerra, Zus inicialmente se mudou para Israel, mas se mudou para Nova Iorque em 1956. Lá, ele operou uma frota de táxis e uma empresa de transportes com seu irmão Tuvia Bielski. Ele morreu de parada cardíaca no Brooklyn aos 82 anos. Ele foi socorrido por sua esposa Sonia, filhos (David, Jay e Zvi), e seis netos (Matthew, Danielle, Elan, Rebeca, Raquel, e Jessica Bielski). Jay serviu no IDF como voluntário durante a guerra de 1973, e Zvi serviu nos pára-quedistas israelenses durante a incursão no Líbano. Matthew e Elan, os filhos de Jay, serviram nos pára-quedistas israelenses de elite.

## Legado
Liev Schreiber retratou Zus Bielski no filme Defiance (Brasil: Um Ato de Liberdade / Portugal: Resistentes) de 2008.